# Bentley (Illinois)
Bentley é uma cidade  localizada no estado americano de Illinois, no Condado de Hancock.

## Demografia
Segundo o censo americano de 2000, a sua população era de 43 habitantes. 
Em 2006, foi estimada uma população de 41, um decréscimo de 2 (-4.7%).

## Geografia
De acordo com o United States Census Bureau tem uma área de 
0,4 km², dos quais 0,4 km² cobertos por terra e 0,0 km² cobertos por água. Bentley localiza-se a aproximadamente 206 m acima do nível do mar.

## Localidades na vizinhança
O diagrama seguinte representa as localidades num raio de 16 km ao redor de Bentley. 